# ジュリアス・コリル
ジュリアス・コリル （Julius Korir、1960年4月21日 - ）は、ケニアの陸上競技選手。1984年ロサンゼルスオリンピック男子3000m障害の金メダリストである。リフトバレー州ナンディ県出身。
コリルは、1982年に国際大会にデビュー。同年のコモンウェルスゲームズで金メダルを獲得する。その後も、自己ベストを更新していくも、1983年の世界選手権では7位という結果に終わる。
ロサンゼルスオリンピックでは、準決勝を勝ち上がたところで金メダルの最右翼と見られていた。決勝ではコリルは常に先頭集団に付き、残り半周となったところでスパート。彼のスパートにほかの選手は付いていくことができず金メダルを獲得した。
1985年のシーズンはけがのため棒に振ってしまう。その後も何年間か競技を行うも再び大きな大会でケニアの代表となることはなかった。

## 自己ベスト
- 3000m - 7分50秒54 (1994年6月1日:ブラチスラヴァ)
- 10000m - 28分17秒63 (1994年7月6日:ローザンヌ)
- 3000m 障害 - 8分11秒80 (1994年7月6日:ロサンゼルス)

## 主な実績
| 年   | 大会                       | 場所                         | 種目         | 結果 | 記録      |
| ---- | -------------------------- | ---------------------------- | ------------ | ---- | --------- |
| 1982 | アフリカ陸上競技選手権大会 | カイロ(エジプト)             | 3000m 障害   | 2位  | 8分32秒20 |
| 1982 | コモンウェルスゲームズ     | ブリズベン(オーストラリア)   | 3000m 障害   | 1位  | 8分23秒94 |
| 1983 | 世界陸上競技選手権大会     | ヘルシンキ(フィンランド)     | 3000m 障害   | 7位  | 8分20秒11 |
| 1984 | オリンピック               | ロサンゼルス(アメリカ合衆国) | 3000m 障害   | 1位  | 8分11秒80 |
| 1990 | 世界クロスカントリー選手権 | エクス＝レ＝バン(フランス)   | シニアロング | 3位  | 34分22秒  |